# Качановский, Виталий Николаевич
Вита́лий Никола́евич Качано́вский (11 декабря 1959, Фастов, УССР — 14 декабря 2020, Москва, Россия) — советский боксёр, чемпион СССР (1986 год), чемпион Европы (1983 год), обладатель Кубка мира (1983 год). Заслуженный мастер спорта СССР (1991).

## Биография
Родился 11 декабря 1959 года в городе Фастове, Украина.
Боксом начал заниматься в 1975 году в своём родном городе. Проходил подготовку под руководством заслуженного тренера Украинской ССР Владимира Николаевича Кушнира.
Неоднократно становился финалистом (1984, 1985) и призёром (1982, 1983, 1987) чемпионата СССР по боксу. 
В 1984 году переехал в Киев, а в 1985 году — в Москву.
С 1998 года по 2008 год — 1-й вице-президент Федерации бокса стран СНГ и славянских стран.
До конца жизни — президент боксёрского «Клуба Виталия Качановского» (г. Фастов) и клуба «Первая перчатка» (г. Москва), вёл активную работу по пропаганде спорта в России и на Украине. Вёл программу «Цена победы» на радио «Спорт» (г. Москва).
Автор книг «Жизнь как третий раунд», «Российский спорт: Нокаут или нокдаун», брошюр и статей о спорте. Член Союза писателей России.
В разные годы снимался в кино.
Награждён орденом Богдана Хмельницкого 2-й степени.
Умер 14 декабря 2020 года.

## Фильмография
- «Тёплая мозаика ретро и чуть-чуть…» (режиссёр Николай Олялин, 1990).
- «Дрянь» (режиссёр Анатолий Иванов, 1990).
- «Неваляшка» (режиссёр Роман Качанов, 2007)